# 品質關鍵要素
品質關鍵要素（簡稱：CTQ），又稱為品質關鍵因素、品質關鍵特性、品質關鍵點，是一個在六西格瑪中經常提到的概念，泛指在生產過程或任何業務流程中對產品或服務的品質有着關鍵影響的特性。
品質關鍵要素可以分為三大類，第一類對顧客而言是愈多愈好的；第二類屬必需品，基本上是如果缺少的話，客戶的滿意度會立刻下降，但是他們的滿意度不會因為有這品質關鍵要素而增加；第三類跟第二類相反，缺之對滿意度沒多大影響，有的話則有很大的幫助。負責改善流程或品質管理的人員可以為這些品質關鍵要素定下可接受的上下限，作為一種關鍵績效指標進行監控。